# 意識 (仏教)
仏教用語での意識（いしき、サンスクリット語: मनोविज्ञान、mano-vijñāna）とは、意（mano）+ 識（vijnana）の熟語であり、六識の一つ。
これに4種ある。
1. 独頭意識　他の五識とともに起こることなく、独り生起して広く十八界を縁じる。
2. 五同縁意識　他の五識と同時に起こって、ともにその境を縁じ、明了依となる。心の現量。
3. 五倶意識　五識と同時に起こって五境を縁じ、傍らに十八界を縁じる。
4. 五後意識　五倶意識の後念に生じて、前念の五境の境を縁じて、他一切法を縁じる。

## パーリ仏典
Manañca paṭicca dhamme ca uppajjati manoviññāṇaṃ.
意（mano）と諸々の法によって、意識（manoviññāṇaṃ）が生じる。
—パーリ仏典, 中部, 148六六経, Sri Lanka Tripitaka Project

## 宗派による違い
西暦6世紀に中国に現れた天台は第八識のその奥にあらゆる精神の働きを突き動かしている第九識（阿摩羅識、または根本浄識）の実在に到達した。